# Peter Kooy
Pour les articles homonymes, voir Kooy et Kooij.
Répertoire
cantates de Bach
Peter Kooy (ou Peter Kooij) est un chanteur soliste néerlandais spécialisé dans le répertoire  baroque pour voix de basse, né en 1954 à Soest.

## Biographie
Peter Kooy commence sa carrière musicale à six ans comme sopraniste dans un chœur d'enfants. Cependant, il commence véritablement ses études musicales avec l'apprentissage du violon. Puis il revient au chant, en perfectionnant ses qualités sous l'autorité de Max van Egmond au Conservatoire Sweelinck d'Amsterdam : c'est là qu'il obtiendra son diplôme de soliste en 1980,.
Sa carrière a connu son envol en 1981 sous la direction de Philippe Herreweghe, au sein de La Chapelle royale et du Collegium Vocale de Gand, avec lesquels il interpréta principalement le répertoire de Jean-Sébastien Bach, avec quelques incursions dans le répertoire de Henry Du Mont, Marc-Antoine Charpentier, Jean-Baptiste Lully, Heinrich Schütz et Jean Gilles.
La seconde partie de sa carrière fut consacrée à l'enregistrement de l'intégrale des cantates de Bach avec le Bach Collegium Japan, sous la direction de Masaaki Suzuki.
Peter Kooy enseigne le chant au Conservatoire d'Amsterdam depuis 1995.
Il est récipiendaire en 2016 de la médaille Bach de la ville de Leipzig.

## Interprétations remarquables
Peter Kooy est particulièrement brillant dans les cantates et arias pour voix de basse de Jean-Sébastien Bach :
- cantate pour basse BWV 82 Ich habe genung
- aria Mein Teurer Heiland de la Johannes Passion BWV 245
- aria Grosser Herr, o Starker König du Weihnachts Oratorium BWV 248
- aria Wohlzutun und Mitzuteiler de la cantate BWV 39
- aria Herr, so du willt de la cantate BWV 73
- aria Quia Fecit Mihi Magna du Magnificat BWV 243

On signalera également une version exceptionnelle du Requiem de Jean Gilles avec La Chapelle royale (Agnès Mellon, Howard Crook, Hervé Lamy, Peter Kooy).

## Discographie sélective

### Sous la direction de Philippe Herreweghe
- 1981 : Motets pour la Chapelle du roy de Henry Du Mont (Chapelle Royale)
- 1985 : Motet Pour l'Offertoire de la Messe Rouge H.434 et Miserere H.219 de Marc-Antoine Charpentier (Chapelle Royale)
- 1985 : Grands Motets de Jean-Baptiste Lully (Chapelle Royale)
- 1985 : Matthäus Passion BWV 244 de Jean-Sébastien Bach (Chapelle Royale, Collegium Vocale)
- 1987 : Musikalische Exequien de Heinrich Schütz (Chapelle Royale)
- 1987 : Vespro della Beata Vergine de Claudio Monteverdi (Chapelle Royale, Collegium Vocale, Saqueboutiers de Toulouse)
- 1988 : Johannes Passion BWV 245 de Jean-Sébastien Bach (Collegium Vocale, Orchestre de la Chapelle Royale)
- 1988 : Requiem de Gabriel Fauré (version 1893) (Chapelle Royale, Ensemble Musique Oblique)
- 1989 : Weihnachts Oratorium BWV 248 de Jean-Sébastien Bach (Collegium Vocale)
- 1989 : Les Lamentations de Jérémie de Roland de Lassus (Ensemble Vocal Européen de la Chapelle Royale)
- 1990 : Cantate Am Abend aber desselbigen Sabbats BWV 42 de Jean-Sébastien Bach (Chapelle Royale, Collegium Vocale)
- 1990 : Magnificat BWV 243 de Jean-Sébastien Bach (Chapelle Royale, Collegium Vocale)
- 1990 : Missae BWV 234 & 235 de Jean-Sébastien Bach (Collegium Vocale)
- 1991 : Cantates pour basse BWV 82, 56 et 128 de Jean-Sébastien Bach (Chapelle Royale)
- 1990 : Requiem de Jean Gilles (Chapelle Royale)
- 1991 : Missae BWV 233 & 236 de Jean-Sébastien Bach (Collegium Vocale)
- 1992 : Cantates BWV 131, 73 et 105 de Jean-Sébastien Bach (Collegium Vocale)
- 1992 : Missa Viri Galilei de Palestrina (Ensemble Vocal Européen de la Chapelle Royale et Ensemble Organum)
- 1993 : Cantates BWV 39, 93 et 107 de Jean-Sébastien Bach (Collegium Vocale)
- 1996 : Geistliche Chormusik de Heinrich Schütz (Collegium Vocale)

### Sous la direction de Masaaki Suzuki
- 1995-2008  Intégrale des cantates de Bach (Bach Collegium Japan)

### Sous la direction de Ton Koopman
- 1992 : Motets à double Choeur H.403, H.404, H.135, H.136, H.137, H.392, H.410, H.167 de Marc-Antoine Charpentier (The Amsterdam Baroque Orchestra). 2 CD Erato.